# Ferrari (popgroep)
Ferrari was een Nederlandse popgroep, die in de jaren 70 diverse internationale hits had.
De band, die in 1965 begon als Rock-'n-Roll groep 'Willie Ferrari and The Rollers' vond zijn oorsprong in het Brabantse Heusden. Destijds bestond de band uit een paar vrienden die het leuk vonden om met elkaar muziek te maken.

## Biografie
In 1967 veranderde de naam naar The Ferrari’s en bestond de band inmiddels uit Ben van Wijk (gitaar, vocals, sax), Jaap Roubos (bas, trompet), Jan van Loon (drummer, vocals) en Kit Verboven (keyboard, piano). Op de bühne speelde The Ferrari’s stevige muziek, soms zelfs hardrock. In 1970 voegde Frank Faas zich als leadzanger bij de band en werd de naam veranderd naar Ferrari. Langzaam maar zeker ging de band steeds meer commerciële muziek maken. In 1970 werd de single A Sunny Day dan ook de eerste hit voor Ferrari. Wederom wist Ferrari in 1971 een hit te scoren met The Girl I Need. De derde hit op rij You Are Mine werd medegezongen door de close harmony kanonnen van The Buffoons.
In 1975 met een nieuwe producer en platenmaatschappij (CBS latere Sony – Negram) brak de gouden periode van Ferrari aan. De singles Sailor Boy en Woogie Boogie werden beiden hits. Sailor Boy, geschreven door Chris Andrews, werd een top 10-hit. In 1976 bereikten ze met de single Sweet Love alleen in de Top 40 de eerste plaats; in de Nationale Hitparade kwam het nummer niet verder dan de tweede plaats. In datzelfde jaar stond de opvolger Monza in de Top 10. De laatste hit hadden ze met de single Gypsy Girl in 1977. Door veel landen maakte de band een tournee waarvan de laatste plaatsvond in 1980, in de toenmalige DDR. De tour duurde zes weken waarin ze iedere dag optraden. In datzelfde jaar besloten de bandleden van Ferrari uit elkaar te gaan, ieder in een ander aspect van de muziek. Faas nam de naam Ferrari, met toestemming van de overige leden, mee en ging vervolgens solo verder onder de naam Frank Ferrari.
In december 2000 kwam Ferrari nog eenmaal bij elkaar om in de Brabanthallen te 's-Hertogenbosch hun hits ten gehore te brengen.
Frank Ferrari overleed in 2025 op 80-jarige leeftijd.

## Discografie

### Singles
| Single met eventuele hitnotering(en) in de Nederlandse Top 40 | Datum van verschijnen | Datum van binnenkomst | Hoogste positie | Aantal weken | Opmerkingen                   |
| ------------------------------------------------------------- | --------------------- | --------------------- | --------------- | ------------ | ----------------------------- |
| A Sunny Day                                                   | 1970                  | 18-4-1970             | 32              | 3            | #28 in de Hilversum 3 Top 30  |
| Feeling So Happy                                              | 1970                  | -                     | -               | -            |                               |
| The Girl I Need                                               | 1971                  | 13-3-1971             | 27              | 3            | #29 in de Hilversum 3 Top 30  |
| Someday's Coming                                              | 1971                  | -                     | -               | -            |                               |
| You Are Mine                                                  | 1972                  | 8-4-1972              | 21              | 4            | #20 in de Daverende Dertig    |
| Help Jesus Help                                               | 1972                  | -                     | -               | -            |                               |
| The Best of Ferrari & Shuffles                                | 1972                  | -                     | -               | -            |                               |
| Mary Ann                                                      | 1973                  | -                     | -               | -            |                               |
| People Smile                                                  | 1973                  | -                     | -               | -            |                               |
| Exodus                                                        | 1973                  | -                     | -               | -            |                               |
| Lp The Best of Ferrari                                        | 1973                  | -                     | -               | -            |                               |
| Hosanna                                                       | 1974                  | -                     | -               | -            |                               |
| Sailor Boy                                                    | 1975                  | 26-4-1975             | 7               | 8            | #7 in de Nationale Hitparade  |
| Woogie Boogie                                                 | 1975                  | 6-9-1975              | 23              | 4            | #30 in de Nationale Hitparade |
| Lp The Best                                                   | 1975                  | -                     | -               | -            |                               |
| Lp Greatest Hits                                              | 1975                  | -                     | -               | -            |                               |
| Sweet Love                                                    | 1976                  | 17-4-1976             | 1               | 12           | #2 in de Nationale Hitparade  |
| Monza                                                         | 1976                  | 28-8-1976             | 5               | 10           | #6 in de Nationale Hitparade  |
| Lp Sing With Me                                               | 1976                  | -                     | -               | -            |                               |
| Gypsy Girl                                                    | 1977                  | 5-3-1977              | 19              | 5            | #21 in de Nationale Hitparade |
| Mexico                                                        | 1977                  | -                     | -               | tip15        |                               |
| Goodbye                                                       | 1977                  | -                     | -               | -            |                               |
| Lp From Ferrari With Love                                     | 1977                  | -                     | -               | -            |                               |
| Mary-lou                                                      | 1978                  | -                     | -               | tip17        |                               |
| Amore Mio                                                     | 1978                  | -                     | -               | -            |                               |
| I Can Sing A Rainbow                                          | 1979                  | -                     | -               | -            |                               |
| Lp Golden Greats                                              | 1979                  | -                     | -               | -            |                               |
| Send Me The Pillow                                            | 1980                  | -                     | -               | -            |                               |